# Caracórum

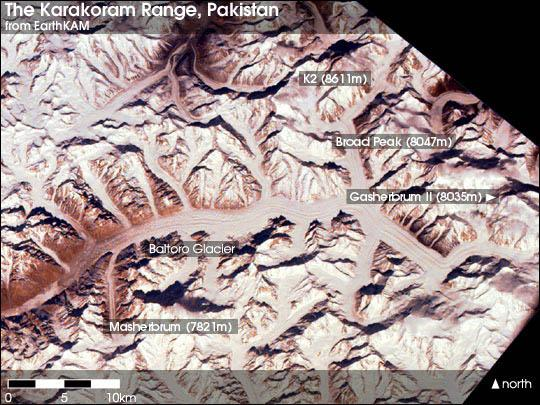
A cordilheira Caracoram vista da Estação Espacial Internacional

O Caracórum, também grafado Caracoram, Karakorum e Karakoram (chinês tradicional: 喀喇崑崙山脈, chinês simplificado: 喀喇昆仑山脉, pinyin: Kālǎkūnlún Shānmài; em hindi:  काराकोरम, Kārākōrama; em urdu:  سلسلہ کوہ قراقرم), é uma cordilheira localizada na fronteira entre Paquistão, China e Índia, nas regiões de Guilguite, Ladaque e Baltistão. É uma das grandes cordilheiras da Ásia. Por vezes, é considerada parte do Himalaia, embora, tecnicamente, não o integre. "Caracórum" significa "cascalho negro" em turcomano, devido ao fato de que diversas de suas geleiras estão recobertas por aquele material.
A cordilheira inclui mais de 60 picos acima dos 7 000 metros, incluindo o K2, a segunda montanha mais alta do planeta, com 8 611 metros. Muitas das montanhas encontram-se no Vale do Hunza, no Paquistão. O Caracórum estende-se por mais de 500 km e é a região do mundo com o maior número de geleiras fora dos polos. As geleiras de Siachen e de Biafo são a segunda e a terceira mais longas do mundo fora das regiões polares, com 70 e 63 km de extensão, respetivamente.
O Caracórum limita a nordeste com a franja ocidental do planalto do Tibete e ao norte com o Corredor de Wakhan e os Pamir. A oeste do seu extremo noroeste encontra-se a cordilheira do Hindu Raj e, mais além, o Indocuche. O limite meridional do Caracórum é formado pelos rios Guilguite, Indo e Shyok, que o separam do extremo noroeste do Himalaia.
Por ser uma região elevada e acidentada, o Caracórum é muito menos habitado do que partes do Himalaia mais a leste. Os primeiros exploradores europeus visitaram a região no início do século XIX, seguidos por agrimensores britânicos a partir de 1856.
O Passo Muztagh foi atravessado em 1887 pela expedição do coronel Francis Younghusband, e os vales  acima do rio Hunza foram explorados pelo general Sir George K. Cockerill em 1892. A maior parte do levantamento geográfico da região foi efetuado nas décadas de 1910 e 1920.

## Importância geológica
As cordilheiras do Caracórum e do Himalaia são importantes para os geólogos por diversas razões. Ambas formam uma das regiões geologicamente mais ativas do mundo, num ponto onde dois continentes colidem. São portanto importantes no estudo da tectônica de placas. As geleiras dessas montanhas podem servir de indicadores das mudanças climáticas, avançando e recuando com as mudanças a longo prazo de temperatura e pluviometria. Aquelas duas grandes cordilheiras podem até mesmo haver causado mudanças climáticas ao formar-se, mais de 40 milhões de anos atrás. A grande quantidade de rochas expostas é desgastada pelo dióxido de carbono, um processo que retira da atmosfera o gás causador do efeito estufa e que pode ter provocado um esfriamento do clima planetário de modo a causar uma série de eras do gelo.

## Picos mais altos

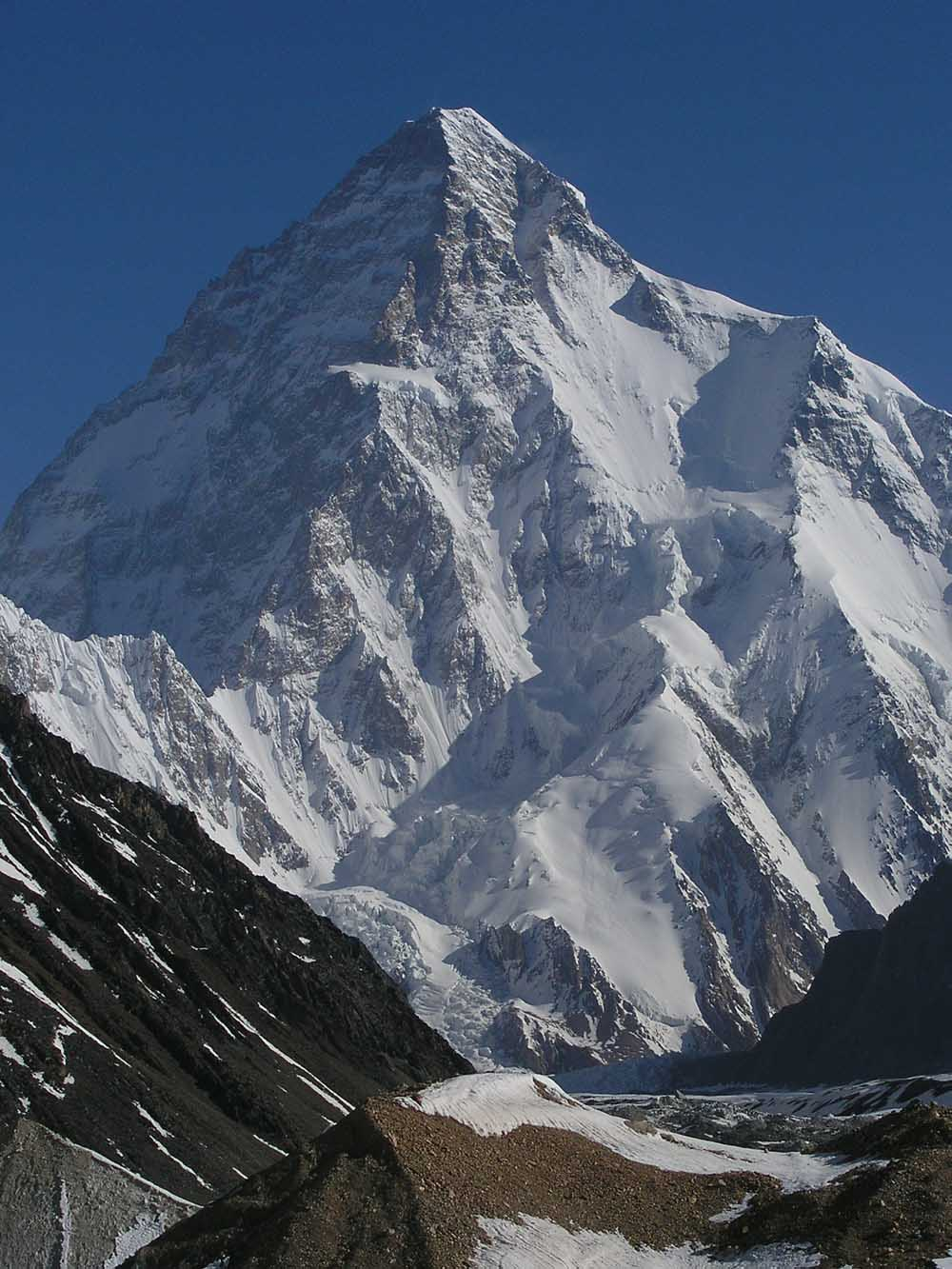
O K2, o segundo pico mais alto do planeta.

A maior parte dos picos do Caracórum encontra-se na província paquistanesa das Áreas do Norte. Os principais montes do Caracórum são:
- K2 (8 611 m)
- Gasherbrum I (8 068 m)
- Broad Peak (8 047 m)
- Gasherbrum II (8 035 m)
- Gasherbrum IV (7 925 m)
- Distaghil Sar (7 885 m)
- Masherbrum (7 821 m)
- Rakaposhi (7 788 m)
- Kanjut Sar (7 761 m)
- Saser Kangri (7 672 m)
- Chogolisa (7 665m)
- Pico Haramosh (7 397 m)
- Ogre (7 285 m)
- Torre Muztagh (7 273 m)